# 福岡学習支援センター
学習支援センター（がくしゅうしえんセンター）は、福岡県内のすべての高校生をサポートする「学校外教室」としての役割を担っている学習支援機関である。2007年4月開校。福岡県の支援を受け、一般社団法人福岡県私学教育振興会と福岡県私学協会が共同で設置運営をしている。福岡県内４箇所（福岡学習支援センター・北九州学習支援センター・飯塚学習支援センター・久留米学習支援センター）設置
高校に在籍したままセンターで学習支援を受ける中で、在学校への復帰を目指す。また進路変更の相談にも応じている。高校に在籍中の生徒のほか、既に中途退学した生徒についても進路相談に応じている。センターには５教科の教員と芸術・体育の非常勤そして専門のカウンセラーを配置し、学習面のサポートとともに生徒・保護者へのカウンセリングも行っている。

## 福岡学習支援センターの概要
- 名　 称： 福岡学習支援センター
- 所在地：福岡県福岡市城南区１丁目１－１０福岡YMCA国際ホテル・福祉専門学校内 (TEL:092-984-1002)
- 校舎
  - 2階：本所・職員室・相談室・自習室
  - 3階：教室（2教室）
- 運営体制：センター長1名・副センター長1名・指導教員（非常勤含む）8名・カウンセラー1名
- 入所受付：学校長の推薦により面談を行う。入所は随時
- 授　　業：在籍校のカリキュラムに準じて授業や自主学習を行っている